# Merw FK
Merw FK (turkm. Merw bedenterbiýe-sport futbol kluby, Mary) – turkmeński klub piłkarski, mający siedzibę w mieście Mary w południowo-wschodniej części kraju.
Od 1992 bez przerw występuje w Ýokary Liga.

## Historia
Chronologia nazw:
- 19??: Lokomotiw (ros. «Локомотив»)
- 1967: Murgab (ros. «Мургаб»)
- 1968: Garagum (ros. «Кара‑Кум»)
- 1990: Merw FK (ros. ФК «Мерв»)

Piłkarski klub Merw FK został założony w miejscowości Mary w 1991 roku, chociaż już po zakończeniu II wojny światowej w mieście istniała drużyna o nazwie Lokomotiw Mary, która w 1951 startowała w rozgrywkach Pucharu ZSRR, a w 1954 zdobyła mistrzostwo Turkmeńskiej SRR. W 1967 zespół Murgab Mary debiutował w Klasie B, strefie Środkowej Azji i Kazachstanu Mistrzostw ZSRR. W 1968 zmienił nazwę na Garagum Mary, a w 1969 po reorganizacji systemu lig ZSRR klub został zdegradowany do rozgrywek amatorskich. W 1990 po kolejnej reorganizacji systemu lig ZSRR klub otrzymał promocję do Drugiej Niższej Ligi, strefy 9, w której występował do 1991. Od 1990 nazywał się Merw FK.
W 1992 debiutował w pierwszych niepodległych rozgrywkach Wyższej Ligi Turkmenistanu. Zajął 4.miejsce tuż za podium. Pierwszy sukces przyszedł w 1993, kiedy to zespół został finalistą Pucharu Turkmenistanu. W następnym 1994 zdobył brązowe medale mistrzostw. W sezonie 1994/95 debiutował w rozgrywkach pucharów azjatyckich. Klub ciągle gra w najwyższej lidze.

## Sukcesy

### Trofea międzynarodowe
| \| \| Zdobyte trofea w rozgrywkach międzynarodowych (stan na: 31-12-2015) \| |                                                                     |      |          |
| Rozgrywki                                                                    | Osiągnięcie                                                         | Razy | Sezon(y) |
| · Liga Mistrzów AFC                                                          | zdobywca                                                            | 0    |          |
| · Liga Mistrzów AFC                                                          | finalista                                                           | 0    |          |
| Puchar AFC                                                                   | zdobywca                                                            | 0    |          |
| Puchar AFC                                                                   | finalista                                                           | 0    |          |
| Puchar AFC                                                                   | 3.miejsce w grupie                                                  | 1    | 2006     |
| Azjatycki Puchar Zdobywców                                                   | zdobywca                                                            | 0    |          |
| Azjatycki Puchar Zdobywców                                                   | finalista                                                           | 0    |          |
| Azjatycki Puchar Zdobywców                                                   | runda wstępna                                                       | 1    | 1994/95  |
| Puchar Prezydenta AFC                                                        | zdobywca                                                            | 0    |          |
| Puchar Prezydenta AFC                                                        | finalista                                                           | 0    |          |
| FIFA                                                                         | Zdobyte trofea w rozgrywkach międzynarodowych (stan na: 31-12-2015) |      |          |

### Trofea krajowe
Turkmenistan
| \| \| Zdobyte trofea w rozgrywkach Turkmenistanu (stan na: 31-12-2015) \| |                                                                  |      |                  |
| Rozgrywki                                                                 | Osiągnięcie                                                      | Razy | Sezon(y)         |
| Mistrzostwo                                                               | I miejsce                                                        | 0    |                  |
| Mistrzostwo                                                               | II miejsce                                                       | 1    | 2012             |
| Mistrzostwo                                                               | III miejsce                                                      | 3    | 1994, 2004, 2009 |
| Puchar                                                                    | zdobywca                                                         | 2    | 2005, 2008       |
| Puchar                                                                    | finalista                                                        | 3    | 1993, 2007, 2009 |
| Superpuchar                                                               | zdobywca                                                         | 1    | 2008             |
| Superpuchar                                                               | finalista                                                        | 1    | 2005             |
| II liga                                                                   | I miejsce                                                        | 0    |                  |
| II liga                                                                   | II miejsce                                                       | 0    |                  |
| II liga                                                                   | III miejsce                                                      | 0    |                  |
| Turkmenistan                                                              | Zdobyte trofea w rozgrywkach Turkmenistanu (stan na: 31-12-2015) |      |                  |

ZSRR
| \| \| Zdobyte trofea w rozgrywkach Związku Radzieckiego (stan na: 31-12-1991) \| |                                                                         |      |          |
| Rozgrywki                                                                        | Osiągnięcie                                                             | Razy | Sezon(y) |
| Mistrzostwo                                                                      | I miejsce                                                               | 0    |          |
| Mistrzostwo                                                                      | II miejsce                                                              | 0    |          |
| Mistrzostwo                                                                      | III miejsce                                                             | 0    |          |
| Puchar                                                                           | zdobywca                                                                | 0    |          |
| Puchar                                                                           | finalista                                                               | 0    |          |
| Puchar                                                                           | 1/32 finału                                                             | 1    | 1951     |
| II liga                                                                          | I miejsce                                                               | 0    |          |
| II liga                                                                          | II miejsce                                                              | 0    |          |
| II liga                                                                          | III miejsce                                                             | 0    |          |
|                                                                                  | Zdobyte trofea w rozgrywkach Związku Radzieckiego (stan na: 31-12-1991) |      |          |

- Klasa B ZSRR (III liga):
  - 13. miejsce w grupie: 1969
- Mistrzostwo Turkmeńskiej SRR:
  - mistrz (6x): 1954, 1963, 1970, 1972, 1976, 1977
- Puchar Turkmeńskiej SRR:
  - zdobywca (5x): 1951, 1972, 1977, 1978, 1979

## Stadion
Klub rozgrywa swoje mecze domowe na stadionie Sport toplumy w Mary, który może pomieścić 10 000 widzów.

## Piłkarze
Znani piłkarze:
- Muslim Agaýew
- Witaliý Alikperow
- Ýagmyrmyrat Annamyradow
- Umijan Astanow
- Rahmanguly Baýlyýew
- Wepa Baýlyýew
- Döwlet Baýramow
- Rasim Gereýhanow
- Bahtiýar Hojaahmedow
- Akmyrat Jumanazarow
- Mekan Nasyrow
- Şöhrat Orazgeldiýew
- Ilýa Tamurkin

## Trenerzy
- 1990–1991:  Eduard Daniłow

...
- 2005–2006:  Murad Baýramow
- 08.2006–10.2008:  Merdan Nursahatow
- 10.2008–2010:  Magtymguly Begençew
- 2011–2012:  Rahym Kurbanmämmedow
- 2013–2015:  Magtym Begenjow
- 2015–...:  Rahmanguly Baýliýew